# Estrées-Saint-Denis
Estrées-Saint-Denis és un municipi francès, situat al departament de l'Oise i a la regió dels Alts de França. L'any 2007 tenia 3.559 habitants.

## Demografia

### Població
El 2007 la població de fet d'Estrées-Saint-Denis era de 3.559 persones. Hi havia 1.373 famílies de les quals 313 eren unipersonals (103 homes vivint sols i 210 dones vivint soles), 432 parelles sense fills, 559 parelles amb fills i 69 famílies monoparentals amb fills.
La població ha evolucionat segons el següent gràfic:
Habitants censats

### Habitatges
El 2007 hi havia 1.436 habitatges, 1.385 eren l'habitatge principal de la família, 14 eren segones residències i 36 estaven desocupats. 1.148 eren cases i 252 eren apartaments. Dels 1.385 habitatges principals, 874 estaven ocupats pels seus propietaris, 480 estaven llogats i ocupats pels llogaters i 31 estaven cedits a títol gratuït; 37 tenien una cambra, 108 en tenien dues, 214 en tenien tres, 389 en tenien quatre i 638 en tenien cinc o més. 901 habitatges disposaven pel capbaix d'una plaça de pàrquing. A 611 habitatges hi havia un automòbil i a 557 n'hi havia dos o més.

### Piràmide de població
La piràmide de població per edats i sexe el 2009 era:
| Homes | Edats   | Dones |
| ----- | ------- | ----- |
| 0     | 95 o +  | 16    |
| 12    | 90 a 94 | 12    |
| 20    | 85 a 89 | 24    |
| 8     | 80 a 84 | 32    |
| 32    | 75 a 79 | 52    |
| 52    | 70 a 74 | 52    |
| 72    | 65 a 69 | 64    |
| 60    | 60 a 64 | 88    |
| 80    | 55 a 59 | 84    |
| 148   | 50 a 54 | 112   |
| 180   | 45 a 49 | 172   |
| 156   | 40 a 44 | 152   |
| 120   | 35 a 39 | 128   |
| 116   | 30 a 34 | 116   |
| 104   | 25 a 29 | 112   |
| 116   | 20 a 24 | 84    |
| 180   | 15 a 19 | 152   |
| 132   | 10 a 14 | 108   |
| 92    | 5 a 9   | 124   |
| 88    | 0 a 4   | 56    |

## Economia
El 2007 la població en edat de treballar era de 2.369 persones, 1.741 eren actives i 628 eren inactives. De les 1.741 persones actives 1.589 estaven ocupades (886 homes i 703 dones) i 152 estaven aturades (73 homes i 79 dones). De les 628 persones inactives 213 estaven jubilades, 181 estaven estudiant i 234 estaven classificades com a «altres inactius».

### Ingressos
El 2009 a Estrées-Saint-Denis hi havia 1.405 unitats fiscals que integraven 3.675 persones, la mediana anual d'ingressos fiscals per persona era de 18.453 €.

### Activitats econòmiques
Dels 136 establiments que hi havia el 2007, 1 era d'una empresa extractiva, 6 d'empreses alimentàries, 7 d'empreses de fabricació d'altres productes industrials, 10 d'empreses de construcció, 24 d'empreses de comerç i reparació d'automòbils, 8 d'empreses de transport, 9 d'empreses d'hostatgeria i restauració, 2 d'empreses d'informació i comunicació, 9 d'empreses financeres, 6 d'empreses immobiliàries, 20 d'empreses de serveis, 23 d'entitats de l'administració pública i 11 d'empreses classificades com a «altres activitats de serveis».
Dels 35 establiments de servei als particulars que hi havia el 2009, 1 era una oficina d'administració d'Hisenda pública, 1 gendarmeria, 1 oficina de correu, 4 oficines bancàries, 1 funerària, 3 tallers de reparació d'automòbils i de material agrícola, 1 taller d'inspecció tècnica de vehicles, 1 autoescola, 2 paletes, 4 lampisteries, 3 perruqueries, 1 veterinari, 5 restaurants, 4 agències immobiliàries, 1 tintoreria i 2 salons de bellesa.
Dels 11 establiments comercials que hi havia el 2009, 1 era un hipermercat, 1 una botiga de més de 120 m², 3 fleques, 3 carnisseries, 1 una peixateria, 1 una botiga de mobles i 1 una joieria.
L'any 2000 a Estrées-Saint-Denis hi havia 4 explotacions agrícoles que ocupaven un total de 640 hectàrees.

## Equipaments sanitaris i escolars
Els 2 equipaments sanitaris que hi havia el 2009 eren farmàcies.
El 2009 hi havia 2 escoles maternals i 2 escoles elementals. Estrées-Saint-Denis disposava d'un col·legi d'educació secundària amb 773 alumnes.

## Poblacions més properes
El següent diagrama mostra les poblacions més properes.